# えちぜん鉄道三国芦原線
三国芦原線（みくにあわらせん）は、福井県福井市の福井口駅から福井県坂井市の三国港駅までを結ぶえちぜん鉄道の鉄道路線である。
2003年（平成15年）にえちぜん鉄道へ譲渡されるまでは、京福電気鉄道（京福電鉄）が運営していた。福井平野北部を縦貫し県都福井と古くからの港町三国を結んでいる。沿線には芦原温泉や東尋坊などの観光名所がある。また、田原町駅 - 鷲塚針原駅間では「フェニックス田原町ライン」として福井鉄道福武線との相互直通運転を行っている。

## 路線データ
- 路線距離（営業キロ）：福井口駅 - 三国港駅間 25.2 km
- 軌間：1,067 mm
- 駅数：23駅（起終点駅・臨時駅含む）
- 複線区間：なし（全線単線）
- 電化区間：全線電化（直流600 V）
- 閉塞方式：自動閉塞式
- 最高速度：65 km/h[1]

## 運行形態
三国芦原線内のみで完結する定期列車はなく、勝山永平寺線もしくは福井鉄道福武線に乗り入れて運行されている。
かつては勝山永平寺線福井口駅 - 福井駅間への乗り入れのみだったが、2016年（平成28年）3月27日から田原町駅を経て福井鉄道福武線との相互直通運転を開始した。朝時間帯には福武線たけふ新駅 - 三国芦原線福大前西福井駅間（福井駅は経由せず）に普通列車（車両は福鉄からの片乗り入れ）、昼間時間帯は福武線たけふ新駅 - 福武線福井駅 - 三国芦原線鷲塚針原駅間に相互直通で普通列車が運転される。すべての直通列車が田原町駅で運転士の交代を行う。
昼間時間帯は福井駅 - 三国港駅間の普通列車が毎時2本と、たけふ新駅 - 鷲塚針原駅間の普通列車が毎時1本運行され、朝時間帯には三国港発福井行き快速列車と、あわら湯のまち発福井行き、福井駅 - 西長田ゆりの里駅間、たけふ新駅 - 福大前西福井駅間の普通列車が運行される（西長田ゆりの里発着列車は日曜・祝日運休）。福井駅 - 三国港駅間の所要時間は昼間時下り48分、上り50分である。2023年（令和5年）10月13日までは、日中時間帯の福武線直通列車は急行列車として運行されていた。
福井鉄道との相互乗り入れ計画開始当初は、直通区間を福井市内で完結する、福武線の浅水駅 - 鷲塚針原駅間で福井鉄道車両のみの片乗り入れとする計画であったが、福井鉄道側の施設面やダイヤ面、および旅客の利便性を向上させる目的から、当初計画を変更し、起点のたけふ新駅からの直通およびえちぜん鉄道側も車両を用意しての相互直通運転とした。一方で、えちぜん鉄道側は、相互直通列車の折返し駅は当初の計画通り鷲塚針原駅のまま（ただし厳密には一度西長田駅までの直通に計画変更をしたものの、再度の計画変更で当初計画に戻った）としたため、えちぜん鉄道直通列車はあわら湯のまち・三国港方面には設定されていない。福井鉄道との直通運転に際し、田原町駅・新田塚駅・鷲塚針原駅には低床電車専用ホームを新設し、福大前西福井駅・日華化学前駅・八ツ島駅には従来のホームに低床電車用ホームを縦列配置した（かつての広島電鉄宮島線各駅と同様の構造）。なお、中角駅には低床電車用ホームを設置しなかったため、福井鉄道直通列車は全列車が通過する。
三国港駅の始発は5時40分発であったが、2019年（令和元年）9月までは、月曜日（ハッピーマンデーなどで休日の場合はその翌日）早朝にはそれより前の5時過ぎに福井行き始発列車として快速列車「めざましトレイン」が設定されていた。福井駅の終電は23時12分発であった。2024年（令和6年）3月16日のダイヤ改正で北陸新幹線の始発・最終列車との接続を図るため、上り始発は三国港5時半発、下り終電は福井23時23分発となり、下り終電の三国港駅終着時刻は日付を跨ぐようになった。
基本的にワンマン運転だが、昼間の列車には女性アテンダントが乗務し、乗車券の販売・回収や車内アナウンス（観光・接続案内）、高齢者などの乗車・下車のサポートを行う。ただし、ドアの開閉は運転士が担当している。なお、福武線との直通列車はアテンダントが乗務していない。線内に窓口終日営業の駅はなく、早朝・深夜は運行系統上の起終点である福井駅を除き乗務員による対応となっている。
三国港駅で車両の夜間滞泊を行っている。福井口駅付近に車庫があり、えちぜん鉄道L形電車が福井口駅 - 鷲塚針原駅間に回送列車として運転され、あわら湯のまち発福井行きの列車も福井口駅から回送されてくる。
快速列車は水居駅・番田駅・中角駅を通過する。かつて運行されていた「めざましトレイン」は三国神社駅・本荘駅・大関駅・下兵庫こうふく駅も通過していた。
毎年8月に坂井市三国町で開かれる三国花火大会の時には、臨時列車を多数運転し、定期列車も運転整理を行う臨時ダイヤとなる。他にも、三国祭、福井フェニックスまつり、福井大学文京キャンパスの試験日などに臨時列車を運転する場合がある。
京福電鉄の時代には朝夕に急行列車が設定されていたほか、1965年（昭和40年）まで勝山駅 - 三国港駅間を直通する臨時急行を運転していた。また、最終列車は22時台前半と早かった。

### 速達列車の変遷
|        | 福井 | 新福井 | 福井口 | 西別院 | 田原町 | 西福井 | … | … | 新田塚 | 中角 | 鷲塚針原 | 太郎丸 | 西春江 | 西長田 | 下兵庫 | 大関 | 本荘 | 番田 | 芦原湯町 | 水居 | 三国神社 | 三国 | 三国港 | 備考                     |
| ------ | ---- | ------ | ------ | ------ | ------ | ------ | - | - | ------ | ---- | -------- | ------ | ------ | ------ | ------ | ---- | ---- | ---- | -------- | ---- | -------- | ---- | ------ | ------------------------ |
| 1971年 | ●    | ●      | ●      | ●      | ●      | ●      | — | — | —      | —    | —        | —      | —      | ●      | —      | —    | ●    | —    | ●        | —    | —        | ●    | ●      | —                        |
| 1986年 | ●    | ●      | ●      | ●      | ●      | ●      | — | — | ●      | —    | —        | —      | —      | ●      | —      | —    | ●    | —    | ●        | —    | —        | ●    | ●      | 朝上り1本、夕下り2本設定 |
| 2000年 | ●    | ●      | ●      | ●      | ●      | ●      | — | — | ●      | —    | —        | —      | ●      | ●      | —      | —    | ●    | —    | ●        | —    | —        | ●    | ●      | 朝夕上り各1本設定        |

|        | 福井 | 新福井 | 福井口 | 西別院 | 田原町 | 福大前西福井 | 日華化学前 | 八ツ島 | 新田塚 | 中角 | 鷲塚針原 | 太郎丸エンゼルランド | 西春江ハートピア | 西長田ゆりの里 | 下兵庫こうふく | 大関 | 本荘 | 番田 | あわら湯のまち | 水居 | 三国神社 | 三国 | 三国港 | 備考           |
| ------ | ---- | ------ | ------ | ------ | ------ | ------------ | ---------- | ------ | ------ | ---- | -------- | -------------------- | ---------------- | -------------- | -------------- | ---- | ---- | ---- | -------------- | ---- | -------- | ---- | ------ | -------------- |
| 2010年 | ●    | ●      | ●      | ●      | ●      | ●            | ●          | ●      | ●      | —    | ●        | ●                    | ●                | ●              | ●              | ●    | ●    | —    | ●              | —    | —        | ●    | ●      | 朝上りのみ設定 |
| 2025年 | ●    | ●      | ●      | ●      | ●      | ●            | ●          | ●      | ●      | —    | ●        | ●                    | ●                | ●              | ●              | ●    | ●    | —    | ●              | —    | ●        | ●    | ●      | 朝上りのみ設定 |

## 利用状況

### 輸送実績
三国芦原線の輸送実績を下表に記す。
表中、輸送人員の単位は万人。輸送人員は年度での値。表中、最高値を赤色で、最高値を記録した年度以降の最低値を青色で、最高値を記録した年度以前の最低値を緑色で表記している。
| 年度               | 輸送実績（乗車人員）：万人/年度 | 輸送実績（乗車人員）：万人/年度 | 輸送実績（乗車人員）：万人/年度 | 輸送密度 人/1日 | 特記事項 |
| ------------------ | ------------------------------- | ------------------------------- | ------------------------------- | --------------- | -------- |
| 年度               | 通勤 通学 定期                  | 定期外                          | 合計                            | 輸送密度 人/1日 | 特記事項 |
| 2003年（平成15年） | 33.5                            | 44.4                            | 77.9                            |                 |          |
| 2004年（平成16年） | 67.4                            | 71.7                            | 139.1                           |                 |          |
| 2005年（平成17年） | 83.5                            | 79.7                            | 163.2                           |                 |          |
| 2006年（平成18年） | 91.0                            | 81.6                            | 172.6                           |                 |          |
| 2007年（平成19年） | 94.7                            | 88.5                            | 183.3                           |                 |          |
| 2008年（平成20年） | 100.9                           | 90.3                            | 191.2                           |                 |          |
| 2009年（平成21年） | 99.5                            | 86.8                            | 186.3                           |                 |          |
| 2010年（平成22年） | 102.6                           | 88.2                            | 190.8                           |                 |          |
| 2011年（平成23年） | 106.1                           | 89.0                            | 195.0                           |                 |          |
| 2012年（平成24年） | 107.3                           | 88.9                            | 196.2                           |                 |          |
| 2013年（平成25年） | 108.9                           | 91.6                            | 200.5                           |                 |          |
| 2014年（平成26年） | 110.6                           | 89.1                            | 199.7                           |                 |          |
| 2015年（平成27年） | 112.4                           | 97.2                            | 209.6                           |                 |          |
| 2016年（平成28年） | 115.4                           | 100.9                           | 216.2                           |                 |          |
| 2017年（平成29年） |                                 |                                 | 222.8                           |                 |          |
| 2018年（平成30年） | 122.6                           | 106.9                           | 229.5                           |                 |          |
| 2019年（令和元年） | 123.2                           | 102.3                           | 225.6                           |                 |          |
| 2020年（令和 2年） | 100.0                           | 66.8                            | 166.8                           |                 |          |
| 2021年（令和 3年） | 118.7                           | 71.8                            | 190.5                           |                 |          |
| 2022年（令和 4年） | 127.8                           | 87.3                            | 215.1                           |                 |          |

## 歴史
三国町から福井と大聖寺を目指し、加越電気鉄道が1919年（大正8年）12月に免許を取得した福井市 - 三国町 - 石川県三木村間の計画が原型である。第一次世界大戦後の不況で計画は難航し、1923年（大正12年）に吉崎電気鉄道に社名を改め、第一期線を福井口 - 海老助橋 - 布施田新 - 春江 - 芦原 - 三国、第二期線を芦原 - 吉崎 - 大聖寺として建設することになった。しかし第二期線は1925年（大正14年）4月に免許が失効し、吉崎鉄道が芦原 - 吉崎間、石川県の温泉電軌が吉崎 - 大聖寺間の計画を引き継いだ。
第一期線の建設にあたり、1925年（大正14年）頃から京都電燈が経営に参加し、1927年（昭和2年）に三国芦原電鉄に社名を改めて着工した。
1928年（昭和3年）に福井口駅 - 芦原駅（現・あわら湯のまち駅）間が開業した。翌年三国町駅（のちの電車三国駅、現・三国駅）まで延伸、京都電燈越前電気鉄道線（後の越前本線、現・勝山永平寺線）の福井駅 - 福井口駅間に乗り入れた。なお1927年（昭和2年）9月には電車三国駅 - 東尋坊口駅間の延長線、西春江（のちに西長田に計画変更） - 布施田（現在の坂井市春江町布施田新）間の支線の免許も取得し、前者は海岸線として1932年（昭和7年）に開業したが、後者は1934年（昭和9年）に免許が失効している。
戦時下に入り1942年（昭和17年）に京都電燈の鉄軌道事業を継承した京福電気鉄道に合併して同社の三国芦原線となる。電車三国駅 - 東尋坊口駅間は不要不急線として1944年に休止（後に廃止）された。同年に休止された三国線の線路を運輸通信省から借り受けて電化し、三国駅 - 三国港駅間が開業。現在の営業区間となった。なお、三国線は戦後の1946年に金津駅（現・芦原温泉駅） - 芦原駅間で営業を再開するが1972年に廃止されている。
2001年（平成13年）に越前本線で起きた列車衝突事故（京福電気鉄道越前本線列車衝突事故を参照）のため、事業改善命令が出されて三国芦原線も休止となり、2003年（平成15年）にえちぜん鉄道へ譲渡。同年夏に運行再開された。

### 年表
- 1919年（大正8年）12月26日：加越電気鉄道に対し鉄道免許状下付（坂井郡三国町-福井市間、三国町-江沼郡三木村間）[15]。
- 1923年（大正12年）5月21日：吉崎電気鉄道への社名変更を届出[18]。
- 1924年（大正13年）11月10日：吉崎電気鉄道株式会社設立[19]。
- 1925年（大正14年）4月4日：鉄道免許失効（指定ノ期限マテニ工事施工認可申請ヲ為ササルタメ）[16]。
- 1927年（昭和2年）
  - 9月14日：鉄道免許状下付（坂井郡春江村-同郡大石村間、坂井郡三国町-同郡雄島村間）[20]。
  - 12月3日 三国芦原電鉄への社名変更を届出[21]。
- 1928年（昭和3年）12月30日：福井口駅 - 芦原駅（現・あわら湯のまち駅）間が開業[22]。
- 1929年（昭和4年）
  - 1月31日：芦原駅 - 三国町駅（現・三国駅）間が開業[23]。
  - 2月10日：三国町駅を電車三国駅に改称。
  - 6月1日：中角駅開業。
  - 10月1日：京都電燈越前電気鉄道線の福井駅 - 福井口駅間に乗り入れ開始。
  - 12月1日：西別院駅開業。
- 1930年（昭和5年）7月1日：三国神社駅開業。
- 1932年（昭和7年）5月28日：海岸線として電車三国駅 - 東尋坊口駅間を延伸開業[24]。
- 1934年（昭和9年）11月28日：鉄道免許失効（坂井郡大石村西長田-同村布施田間 指定ノ期限マテニ工事ニ着手セサルタメ）[25]
- 1937年（昭和12年）4月1日：田原町駅開業。
- 1942年（昭和17年）8月1日：三国芦原電鉄が京福電気鉄道に合併。同社の三国芦原線となる。
- 1944年（昭和19年）
  - 1月11日：電車三国駅 - 東尋坊口駅間が休止。
  - 4月20日：田原町駅・八ツ島駅（初代）・太郎丸駅・三国神社駅休止。
  - 10月11日：前日限りで休止された三国線の三国駅 - 三国港駅間の営業権を運輸通信省から京福電気鉄道に貸与。電車三国駅を三国駅へ移転統合し、三国駅 - 三国港駅間が直流600 V電化され京福電気鉄道の営業線として開業。電車三国駅より三国神社方の三国芦原線の軌道を三国線に付け替え、三国芦原線の列車が乗り入れ。
- 1945年（昭和20年）4月5日：太郎丸駅・三国神社駅営業再開。
- 1946年（昭和21年）8月15日：三国神社駅休止。国鉄が三国線の金津駅（現・芦原温泉駅） - 芦原駅間営業再開。三国線の列車が京福芦原駅 - 三国港駅間へ乗り入れ（一部列車による片乗り入れ）。
- 1950年（昭和25年）
  - 6月1日：三国神社駅営業再開。
  - 11月27日：田原町駅が移転のうえ営業再開。福井鉄道と連絡運輸開始。
- 1968年（昭和43年）3月21日：休止中の電車三国駅 - 東尋坊口駅間が廃止許可。
- 1971年（昭和46年）3月1日：貨物営業廃止。
- 1972年（昭和47年）3月1日：国鉄三国線の廃止にあわせて芦原駅を芦原湯町駅に改称。
- 1989年（平成元年）4月20日：閑散時の1両編成列車をワンマン運転化。
- 1990年（平成2年）
  - 3月20日：終日ワンマン運転開始。
  - 12月12日：三国芦原線九頭竜川橋梁（新）完成[26]。新橋梁新線に切り替えと同時に中角駅を西側へ移転。
- 1992年（平成4年）9月10日：仁愛グランド前駅開業[27]。
- 2001年（平成13年）6月24日：越前本線での事故のため、全線運行休止になる[28]。
- 2003年（平成15年）
  - 1月17日：国土交通省が事業譲渡譲受を認可[29]。
  - 2月1日：京福電気鉄道からえちぜん鉄道へ事業譲渡[29]。
  - 7月20日：福井口駅 - 西長田駅間が運行再開（前日特別運転）[30]。西福井駅を福大前西福井駅に、芦原湯町駅をあわら湯のまち駅に改称[30]。
  - 8月10日 西長田 - 三国港間が運行再開（前日特別運転）[31]。
- 2007年（平成19年）9月1日：日華化学前駅・八ツ島駅（2代目）開業。
- 2015年（平成27年）9月27日：まつもと町屋駅開業[32][33]。
- 2016年（平成28年）3月27日：福井鉄道福武線との相互直通運転開始[34]。
- 2017年（平成29年）3月25日：全駅で駅ナンバリング実施[35][36]。太郎丸駅を太郎丸エンゼルランド駅に、西春江駅を西春江ハートピア駅に、西長田駅を西長田ゆりの里駅に、下兵庫駅を下兵庫こうふく駅に改称[35][36]。
- 2018年（平成30年）6月24日：福井口駅が地上駅から高架駅に変更[37][38][39]。
- 2020年（令和2年）11月15日：中角駅 - 鷲塚針原駅間で軽トラックと越前武生（現・たけふ新）発鷲塚針原行きの急行が衝突し、一時運転を見合せ[40]。
- 2025年（令和7年）3月15日：快速が新たに三国神社駅に停車[7]。

## 駅一覧
- 全駅福井県内に所在。
- ●：停車、｜：通過（↑：福井行のみ運転）
- 駅ナンバリングは2017年（平成29年）3月25日より実施[35][36]｡

| 路線名       | 駅番号                 | 駅名     | 駅間キロ | 福井口 からの 営業 キロ | 福井鉄道直通列車 | 快速                                    | 接続路線                                                                                              | 所在地 |
| ------------ | ---------------------- | -------- | -------- | ----------------------- | ---------------- | --------------------------------------- | --- | ------ |
| 勝山永平寺線 | E1                     | 福井駅   | -        | 1.5                     |                  | ●                                       | 西日本旅客鉄道：北陸新幹線 ハピラインふくい：ハピラインふくい線 福井鉄道：福武線（F22：福井駅停留場） | 福井市 |
| 勝山永平寺線 | E2                     | 新福井駅 | 0.5      | 1.0                     |                  | ●                                       | | 福井市 |
| 勝山永平寺線 | E3                     | 福井口駅 | 1.0      | 0.0                     |                  | ●                                       | えちぜん鉄道：勝山永平寺線（勝山方面）                                                                | 福井市 |
| 三国芦原線   | E3                     | 福井口駅 | 1.0      | 0.0                     |                  | ●                                       | えちぜん鉄道：勝山永平寺線（勝山方面）                                                                | 福井市 |
| E24          | まつもと町屋駅         | 1.0      | 1.0      |                         | ●                |                                         | | 福井市 |
| E25          | 西別院駅               | 0.6      | 1.6      |                         | ●                |                                         | | 福井市 |
| E26          | 田原町駅               | 0.5      | 2.1      | ●                       | ●                | 福井鉄道：福武線（F24）（直通運転あり） | | 福井市 |
| E27          | 福大前西福井駅         | 0.7      | 2.8      | ●                       | ●                |                                         | | 福井市 |
| E28          | 日華化学前駅           | 0.8      | 3.6      | ●                       | ●                |                                         | | 福井市 |
| E29          | 八ツ島駅               | 0.6      | 4.2      | ●                       | ●                |                                         | | 福井市 |
| E30          | 新田塚駅               | 0.7      | 4.9      | ●                       | ●                |                                         | | 福井市 |
| E31          | 中角駅                 | 1.0      | 5.9      | ｜                      | ↑                |                                         | | 福井市 |
|              | （臨）仁愛グランド前駅 | 1.4      | 7.3      | ｜                      | ↑                |                                         | | 福井市 |
| E32          | 鷲塚針原駅             | 0.8      | 8.1      | ●                       | ●                |                                         | | 福井市 |
| E33          | 太郎丸エンゼルランド駅 | 1.1      | 9.2      |                         | ●                |                                         | 坂井市                                                                                                |        |
| E34          | 西春江ハートピア駅     | 0.9      | 10.1     |                         | ●                |                                         | 坂井市                                                                                                |        |
| E35          | 西長田ゆりの里駅       | 1.6      | 11.7     |                         | ●                |                                         | 坂井市                                                                                                |        |
| E36          | 下兵庫こうふく駅       | 1.9      | 13.6     |                         | ●                |                                         | 坂井市                                                                                                |        |
| E37          | 大関駅                 | 1.8      | 15.4     |                         | ●                |                                         | 坂井市                                                                                                |        |
| E38          | 本荘駅                 | 2.0      | 17.4     |                         | ●                |                                         | あわら市                                                                                              |        |
| E39          | 番田駅                 | 0.9      | 18.3     |                         | ↑                |                                         | あわら市                                                                                              |        |
| E40          | あわら湯のまち駅       | 1.7      | 20.0     |                         | ●                |                                         | あわら市                                                                                              |        |
| E41          | 水居駅                 | 2.0      | 22.0     |                         | ↑                |                                         | 坂井市                                                                                                |        |
| E42          | 三国神社駅             | 1.4      | 23.4     |                         | ●                |                                         | 坂井市                                                                                                |        |
| E43          | 三国駅                 | 0.8      | 24.2     |                         | ●                |                                         | 坂井市                                                                                                |        |
| E44          | 三国港駅               | 1.0      | 25.2     |                         | ●                |                                         | 坂井市                                                                                                |        |

### 廃止区間
電車三国駅 - 宿駅 - 東尋坊口駅
※駅名は廃止時点のもの。

## 過去の接続路線
- 西長田駅：京福電気鉄道丸岡線 - 1968年（昭和43年）7月11日廃止。
- 芦原駅（現・あわら湯のまち駅）：三国線 - 1972年（昭和47年）3月1日廃止。